# Liste der denkmalgeschützten Objekte in Pozdeň
Grundlage dieser Liste der denkmalgeschützten Objekte in Pozdeň ist die ÚSKP-Liste (Ústřední seznam kulturních památek České republiky, deutsch Zentrale Liste der Kulturdenkmäler der Tschechischen Republik), die von der tschechischen Denkmalschutzbehörde NPÚ (Národní památkový ústav, deutsch Nationale Denkmalbehörde) seit 1987 geführt wird und an die seit dem Jahr 1850 geschaffenen Listen anschließt.

## Denkmalgeschützte Objekte nach Ortsteilen
| Lage                                                                               | Objekt                                              | Beschreibung | ÚSKP-Nr.                  | Bild           |
| ---------------------------------------------------------------------------------- | --------------------------------------------------- | --- | ------------------------- | -------------- |
| Pozdeň, auf der Kreuzung der Landstraßen nach Jedomělic und nach Hřešic (Standort) | Statue des Hl. Johannes von Nepomuk                 | Die lebensgroße Sandsteinstatue des Heiligen ist in ein traditionelles, reich verziertes Gewand gekleidet. Sie steht auf einem prismatischen Sockel, datiert 1746.                                                                              | 13927/2-558 Info Katalog  | weitere Bilder |
| Pozdeň (Standort)                                                                  | Kirche der Enthauptung des Hl. Johannes des Täufers | Klassizistisches einschiffiges Gebäude mit halbkreisförmigem, leicht versetztem Chor und prismatischem Turm. Auf dem Gelände einer kleineren Kirche wurde sie 1854 von Václav Štraybl aus Vrané erbaut.                                         | 24110/2-4064 Info Katalog | weitere Bilder |
| Pozdeň, an der Landstraße nach Pozdně (Standort)                                   | Marterl                                             | Der von Mauern umgebene, säulenförmige, massive Bildstock mit einem gusseisernen Kreuz an der Spitze stammt wahrscheinlich aus der zweiten Hälfte des 18. Jahrhunderts. Es ist Teil des historischen Weges von Hřešice nach Late.               | 23852/2-3022 Info Katalog | Marterl        |
| Pozdeň, Dorfplatz (Standort)                                                       | Kapelle                                             | Kleine Kapelle auf quadratischem Grundriss mit dreieckigem Giebel und rechteckiger Glockenöffnung. Die schlichte Fassade wird durch das markante Kronengesims akzentuiert. Das Gebäude kann auf den Anfang des 19. Jahrhunderts datiert werden. | 16688/2-3023 Info Katalog | Kapelle        |